# توماس میتلند، یازدهمین ارل لادردیل
توماس میتلند، یازدهمین ارل لادردیل (انگلیسی: Thomas Maitland, 11th Earl of Lauderdale; ۳ فوریهٔ ۱۸۰۳ – ۱ سپتامبر ۱۸۷۸) افسر نیروی دریایی پادشاهی بریتانیا بود. او به عنوان یک افسر جزء، شاهد عملیات حمایت از محاصره الجزیره توسط انقلابیون یونانی در ژوئیه ۱۸۲۴ در طول جنگ استقلال یونان بود و سپس در عملیاتی برای پیاده کردن یک تیپ دریایی در برزیل برای محافظت از پدرو اول، امپراتور برزیل، در مواجهه با شورش سربازان مزدور ایرلندی و آلمانی شرکت کرد. او همچنین در نبرد لوچانا، عملیاتی برای دفاع از بندر بیلبائو در ساحل شمالی اسپانیا، در طول جنگ اول کارلیست‌ها، شرکت کرد.
میتلند همچنین در نبردهای مختلفی در طول جنگ اول تریاک از جمله نبرد کانتون جنگید که در آن فرماندهی گردان اول نیروی دریایی را بر عهده داشت. او به کمیسیون سلطنتی دفاع از بریتانیا شهادت داد و استدلال کرد که ساخت کشتی‌های قدرتمند از ساخت استحکامات مهم‌تر است. او به عنوان فرمانده کل ایستگاه اقیانوس آرام منصوب شد.